# Лејтруп (Мичиген)
Лејтруп (енгл. Lathrup Village) град је у америчкој савезној држави Мичиген. По попису становништва из 2010. у њему је живело 4.075 становника.

## Демографија
Према попису становништва из 2010. у граду је живело 4.075 становника, што је 161 (3,8%) становника мање него 2000. године.
| Група             | 2000.         | 2010.         |
| Белци             | 1.963 (46,3%) | 1.373 (33,7%) |
| Афроамериканци    | 2.110 (49,8%) | 2.493 (61,2%) |
| Азијати           | 26 (0,6%)     | 24 (0,6%)     |
| Хиспаноамериканци | 40 (0,9%)     | 61 (1,5%)     |
| Укупно            | 4.236         | 4.075         |